# Nubia

Mapa de Nubia, territorio a lo largo del Nilo, al sur de Asuán (los números indican las cataratas).

Nubia es la región situada en el sur de Egipto y el norte de Sudán. Su población se asienta a lo largo del valle del Nilo, entre la primera y la sexta catarata del Nilo. En la antigüedad fue un reino independiente.
Nubia ( /ˈnjuːbiə/) (Nobiin: Nobīn, en árabe: النُوبَة‎, romanizado: an- Nūba) es una región a lo largo del río Nilo que abarca la zona comprendida entre las primera catarata del Nilo, justo al sur de Asuán en el sur de Egipto, y la confluencia de los ríos Nilo Azul y el Blanco en Jartum en el centro de Sudán, o más estrictamente, Al Dabbah. Fue la sede de una de las primeras civilizaciones de la antigua África, la cultura Kerma, que duró desde alrededor del 2500 a. C. hasta su conquista por el Nuevo Reino de Egipto bajo el faraón Tutmosis I en torno al 1500 a. C., cuyos herederos gobernaron la mayor parte de Nubia durante los 400 años siguientes. Nubia albergó varios imperios, entre los que destaca el reino de Kush, que conquistó Egipto en el siglo VIII a. C. durante el reinado de Piye y gobernó el país como su Dinastía XXV de Egipto, para ser reemplazado un siglo después por la Dinastía XXVI de Egipto.
A partir de la conquista musulmana de Nubia en 652, el tributo que los vencidos nubios se vieron obligados a pagar a la capital del Egipto colonizado por los árabes consistía en la entrega anual de 360 esclavos —esto es, uno al día.  El pago de tributo en esclavos se prolongó por seis siglos.

## Lenguas de Nubia
Solo se conocen parcialmente algunos aspectos de la historia lingüística de Nubia. Si bien se ha sugerido repetidamente que la lengua antigua mejor documentada, el meroítico, estaría emparentada con las lenguas nilo-saharianas, esta lengua debe considerarse como una lengua no clasificada. Además en el área llamada en la antigüedad "Nubia" existen actualmente lenguas cushitas hacia la parte oriental del antiguo reino de Kush y un conjunto de lenguas cordofanas en la parte sur del mismo reino. Eso implica que parte de los pueblos llamados simplemente "nubios" podrían haber hablado lenguas que no son de la familia nilo-sahariana.
Otras evidencias sugieren que aún en las regiones no periféricas de Nubia, se habrían hablado por lo menos dos variedades del grupo de las lenguas nubias, una subfamilia de la familia nilo-sahariana que incluye a las lenguas nobiin, kenuzi-dongola, midob y algunas variedades relacionadas con la zona septentrional de las montañas Nuba. El idioma nubio antiguo se utilizaba sobre todo en textos religiosos de los siglos VIII y IX.

## Geografía
Nubia se dividía en tres grandes regiones: Alta, Media y Baja Nubia, en referencia a sus ubicaciones a lo largo del Nilo. La "Baja" se refería a las regiones situadas río abajo, más al norte, y la "Alta" a las regiones situadas río arriba, más al sur. Baja Nubia se situaba entre la Primera y la Segunda Cataratas dentro de las fronteras actuales de Egipto, Nubia Media se situaba entre la Segunda y la Tercera Catarata, y Alta Nubia se situaba al sur de la Tercera Catarata.

## Historia

### Prehistoria (6000-3500 a.C.)
En la prehistoria, el norte de África estaba ocupado principalmente por pastores nómadas. El Mesolítico de Jartum fue una cultura muy avanzada del sur de Nubia (cerca de la actual Jartum). Crearon una sofisticada cerámica que es "quizás la más antigua conocida en el mundo".: 17 
Hacia el año 5000 a. C., los pueblos que habitaban lo que hoy se denomina Nubia participaron en la revolución neolítica. El Sáhara se volvió más seco y la gente comenzó a domesticar ovejas, cabras y ganado. Los relieves rupestres saharianos representan escenas que se cree que sugieren la presencia de un  culto al ganado, típico de los que se ven en partes de África oriental y el valle del Nilo incluso hasta nuestros días. El arte rupestre nubio representa a cazadores utilizando arcos y flechas en el periodo neolítico, lo que constituye un precursor de la cultura nubia de arqueros en épocas posteriores.
Los megalitos descubiertos en Nabta Playa son ejemplos tempranos de lo que parece ser uno de los primeros dispositivos astronómicos del mundo, anterior a Stonehenge en casi 2000 años. Esta complejidad expresada por los diferentes niveles de autoridad dentro de la sociedad allí probablemente formó la base de la estructura tanto de la sociedad neolítica de Nabta como del Imperio Antiguo de Egipto.
Joseph Vogel escribió que "El periodo en el que el África subsahariana tuvo mayor influencia en Egipto fue una época en la que no existían ni Egipto, tal y como lo entendemos culturalmente, ni el Sáhara, tal y como lo entendemos geográficamente. Las poblaciones y culturas que ahora se encuentran al sur del desierto vagaban muy al norte. La cultura del Alto Egipto, que se convirtió en la civilización dinástica egipcia, podría considerarse un trasplante sudanés."
El africanista británico Basil Davidson esbozó que "los antiguos egipcios pertenecían, es decir, no a ninguna región egipcia específica ni a la herencia del Próximo Oriente, sino a esa amplia comunidad de pueblos que vivían entre el mar Rojo y el océano Atlántico, compartían una "cultura sahariano-sudanesa" común y obtenían sus refuerzos de la misma gran fuente, aunque, con el paso del tiempo, también absorbieron a una serie de errantes procedentes del Próximo Oriente".<>
Antropólogos biológicos Shomarka Keita y A.J. Boyce han afirmado que los "Estudios de los cráneos del Egipto predinástico meridional, del período formativo (4000-3100 a.C.), muestran que suelen ser más similares a los cráneos de los antiguos nubios, kushitas, saharauis o grupos modernos del Cuerno de África que a los de los egipcios dinásticos del norte o a los europeos meridionales antiguos o modernos. "
Las evidencias arqueológicas han atestiguado que en Nubia se produjeron asentamientos de población ya en el Pleistoceno tardío y a partir del V milenio a. C., mientras que en el valle egipcio del Nilo no hay "ninguna o escasa evidencia" de presencia humana durante estos períodos, lo que puede deberse a problemas de conservación de los yacimientos. Varios estudiosos han argumentado que los orígenes africanos de la civilización egipcia derivaron de comunidades pastoriles que surgieron tanto en las regiones egipcias como sudanesas del valle del Nilo en el quinto milenio a. C.
Deitrich Wildung (2018) examinó los estilos de cerámica del Sáhara Oriental y las esculturas de piedra sudanesas y sugirió que estos artefactos se transmitieron a través del valle del Nilo e influyeron en la cultura egipcia predinástica en el Neolítico.

### Nubia en la Antigüedad
En la antigüedad, el territorio actualmente llamado Nubia fue muy influenciado por la cultura del Antiguo Egipto, sobre todo durante las épocas de apogeo de Egipto, siendo una especie de virreinato egipcio. Nubia podría ser parte de la zona citada en las fuentes bíblicas con el nombre de Kush, Cush, Cus o cusitas.
Para la antigua Kemet (Antiguo Egipto), Nubia era “Tai-Seiti” (la tierra de la “gente del arco”), población difícilmente subyugada, pues sabían utilizar sus arcos y flechas.
Las inscripciones de Jebel Suliman, en la ribera occidental, frente a la aldea de Degheim, muestran que Nubia fue conquistada por Dyer (3000 a. C.), el tercer faraón de la Dinastía I. Más adelante, el faraón Seneferu, de la Dinastía IV, predecesor de los faraones que construyeron las pirámides de Guiza, ordenó inscribir que invadió Nubia y trajo a 100 000 cautivos y más de 200 000 cabezas de ganado. Este hecho refleja la codicia de Seneferu, pero también es indicio de la próspera población Nubia.
Uno de los templos más importantes fue erigido por la reina Hatshepsut (1490-1468 a. C.), en Buhen, dedicado a Horus, el dios halcón; otros en Semna oeste y en Dibeira. En Semna este (Kumma) ella dedicó su templo al dios Jnum y fue ampliado por su sucesor, Tutmosis III. También dedicó un templo Tutmosis III, en Semna oeste, a los dioses locales, a Dedwan, el dios del incienso y de Nubia.
Faraones del Imperio Nuevo, como Ramsés II (1290-1224 a. C.), se elevaron a la realeza porque pudieron imponerse a los nubios, arrastrándolos a la derrota. Para mostrar su divinidad, este soberano decidió construir su gran templo en Abu Simbel. Ramsés II construyó en el centro de Nubia el templo de Aksha, y el virrey Setau y su esposa fueron representados, adorándolo, en el templo de Faras.
De este modo, con el imponente poder de los egipcios sobre Nubia, se produjo la unión de dos poblaciones diferentes. Es importante saber que la población de Nubia era negra, lo que dio origen a la aparición de los primeros faraones negros. 
El gobierno de los faraones negros de origen nubio llegó a durar hasta aproximadamente los 75 años, en el cual quisieron crear cierta armonía entre el Alto y Bajo Egipto y Nubia. Se consideraban plenamente egipcios, aunque eran reservados a la hora de mostrar sus rasgos nubios, es decir, su color de piel característico. Además, muchas de las representaciones realizadas a estos faraones eran cambiadas completamente. 
Una de las decisiones destacables que se tomaron durante el mandato de los faraones nubios fue la admisión de soldados de su misma etnia en el ejército del faraón, derecho que se negaba anteriormente al pueblo nubio.

### El Reino de Napata
Durante el Tercer periodo intermedio de Egipto (1085 -750 a. C.), Nubia recuperó su independencia. Se constituyó  entonces un «reino kushita» que iba a perdurar durante unos mil años. En el siglo VIII a. C., los nubios Shabako, Taharqo y Pianjy vengaron a sus antepasados y condujeron sus carros de guerra hasta Kemet (Egipto), para tomar en Menfis la Corona Doble del Alto y Bajo Egipto, fundando la dinastía XXV de Egipto. Permanecieron en el trono 67 años y sus monumentos todavía se pueden contemplar. Hacia -660, los faraones kushitas fueron expulsados a su región de origen, Nubia, y formaron en Napata un reino original, síntesis de las influencias nubias y egipcias; el reino de Kush adoptó muchas prácticas egipcias, como su religión y las pirámides.

### Época meroítica

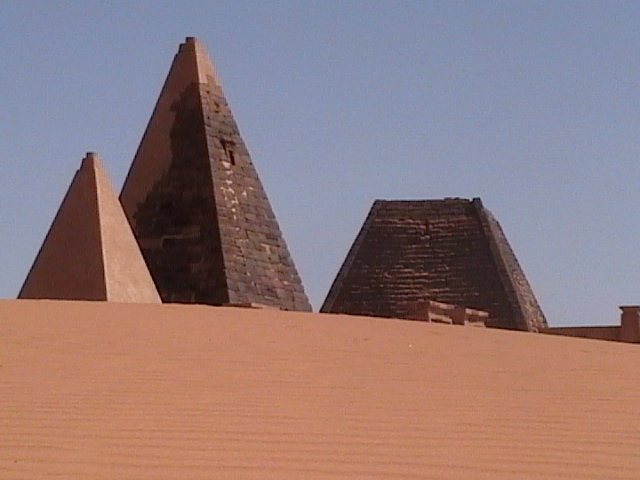
Pirámides nubias en Meroe.

Hacia 591 a. C., a consecuencia de la expedición de Psamético II contra Kush, la capital se trasladó de Napata a Meroe. A esto, se añadió el endurecimiento de las condiciones climáticas, lo que relegaba el norte a funciones secundarias.
A partir de 315 a 295 a. C., se acentuó la ruptura (nunca terminada) con el modelo egipcio. Bajo Nastasen (335 a 315 a. C.), Meroe arrebató a Napata las últimas grandes funciones que le quedaban, las de lugar de coronación e inhumación de los soberanos.
Tras las campañas de Alejandro Magno el territorio actualmente llamado Nubia fue denominado "Ætiopía" o, más precisamente: Baja Etiopía (que no debe confundirse con el actual Estado llamado Etiopía). En aquella época tuvo lugar el advenimiento de las "Candaces", reinas que ejercían el poder político supremo.
En la época romana, los kushitas comerciaban con los romanos y eran también mercenarios. Durante ese tiempo, las diferentes regiones se dividieron y combatieron por el control de Nubia, dejando a la región vulnerable a los ataques, de lo que se aprovecharon los Noba para conquistar Nubia. Es posible que la palabra «Nubia» provenga de los Noba, o de la palabra egipcia Nub: oro. Los romanos de entonces les llamaban Nobatae.

### Nubia medieval

Reinos de Nobatia, Makuria y Aloa.

Es a inicios de la Edad Media cuando comienza a figurar el topónimo Nubia, término derivado del importante reino cristiano de Nobatia, aunque ya entonces Nubia solía ser referente para mencionar a toda la región llamada antes «Baja Etiopía». Hacia el año 350, Nubia fue invadida y deshecha por el reino etíope de Axum. Tres nuevos reinos se formaron a continuación:
- Nobatia, al norte, entre la primera y la segunda catarata del Nilo, con la capital en Faras;
- Makuria, en el centro, con capital en Dongola;
- Alodia, o Aloa, más al sur, con su capital en Soba, cerca de Khartum.

El rey Silko de Nobatia escribía en griego y grabó sus victorias en el templo de Talmis (hoy Kalabsha) hacia el año 500. En 373, Juan de Éfeso anotó que un sacerdote monofisita llamado Julián convirtió al rey y a sus nobles hacia 545. Anotó igualmente que el reino de Alodia fue convertido hacia el 569.
En el siglo VII, Makuria se transformó en la principal potencia de la región —tan potente como para impedir la invasión de los árabes—. Tras muchos fracasos, estos establecieron un tratado de paz con Dongola, permitiendo el comercio entre las dos potencias. Ese tratado, llamado Bakt, duró 600 años. Los nubios fueron considerados grandes guerreros desde los tiempos de los faraones, incluso en fechas tan tardías como mediados del siglo X más de cincuenta mil nubios servían en el ejército fatimí. Al final del Medioevo fue cuando se impuso definitivamente en toda la región el islamismo. La iglesia «real» de Dongola fue reemplazada por una mezquita hacia 1350.

### Nubia moderna
A lo largo del siglo XIV, el gobierno dongolano se hundió, dividiendo la región que cayó bajo la influencia del Egipto Otomano, que se apropió del norte del país, dejando el sur al reino de Sennar hacia el siglo XVI.
Egipto obtuvo más tarde el control total de la región, con Mehemet Ali en el siglo XIX, pero en la década de 1880 los británicos se hicieron con el control del país, que se transformó en un "condominio" anglo-egipcio.
Tras el fin de la colonización inglesa, Nubia fue separada en dos partes, una en Egipto y otra en Sudán.
Muchos nubios egipcios fueron obligados a reasentarse, debido a las obras del lago Nasser, tras la construcción de la presa de Asuán. Se pueden encontrar pueblos nubios al norte de Asuán en la ribera occidental del río Nilo y en la isla Elefantina. Muchos nubios viven en otras ciudades, como El Cairo.

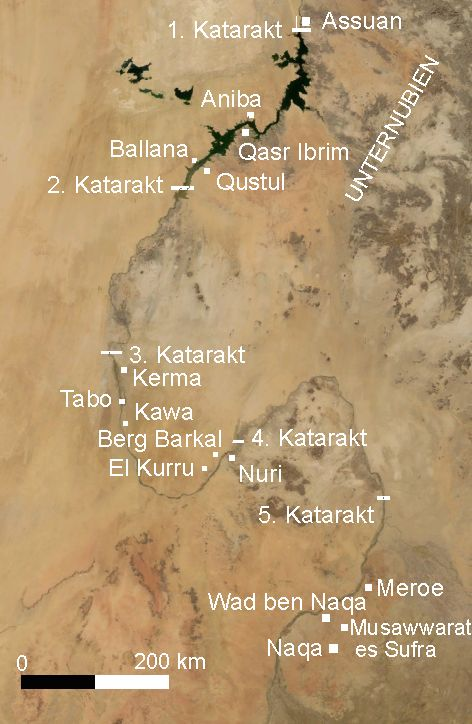
Geografía de Nubia: Kush (NASA).

### Localidades con restos de interés arqueológico
Las localidades más importantes de Nubia, relacionadas con la historia del antiguo Egipto, situadas a partir de la primera catarata del río Nilo son:
| - Bigeh - Debod - Kerma - Tafa - Kalabsha - Dendur | - Gerf Hussein - El Dakka - El Maharraka - Es Sebua - Amada - El Derr | - El Lessiya - Aniba - Qasr Ibrim - Abu Simbel - Abahuda - Faras | - Buhen - Mirgissa - Kumma - Semna - Amara - Sedeinga | - Gebel Dosha - Soleb - Sesebi - Isla de Argo - Kawa - Gebel Barkal |